# Вітошкіна Ніна Миколаївна
Ніна Миколаївна Вітошкіна (нар. 1919, тепер Донецька область) — українська радянська діячка, новатор виробництва, завідувачка лабораторії цеху Миколаївського суднобудівного заводу імені Носенка Миколаївської області. Депутат Верховної Ради УРСР 5-го скликання.

## Біографія
Народилася в родині службовця у робітничому селищі содового заводу на Донбасі. Закінчила вісім класів середньої школи та хіміко-індустріальний технікум.
Трудову діяльність розпочала змінним хіміком Слов'янського содового заводу Сталінської (Донецької) області.
Під час німецько-радянської війни залишилася на окупованій німецькими військами території, працювала у радянському підпіллі в Слов'янську та у селі Маяки Сталінської області.
З 1943 до 1948 року — секретар комітету ЛКСМУ спеціального тресту із відбудови підприємств содової промисловості у місті Слов'янську Сталінської області.
Член ВКП(б).
У 1948 році переїхала до міста Миколаєва Миколаївської області.
З 1948 року — завідувачка лабораторії чавуноливарного цеху Миколаївського суднобудівного заводу імені Носенка Миколаївської області. Брала участь у раціоналізаторській роботі із вдосконалення ливарного виробництва.

## Нагороди
- орден Трудового Червоного Прапора (7.03.1960)
- значок «Відмінник соціалістичного змагання хімічної промисловості»